# Yohann Vivalda
Yohann Vivalda, nascut el 9 de desembre a Perpinyà (Catalunya Nord), és un jugador francès de rugbi a 15. Juga en la segona línia de l'USAP de Perpinyà.

## Carrera

### Al club
Des del 2008: USAP

## Palmarès
Amb la USAP: Campionat de França, Campió 2009 